# ولی پارک (میزوری)
ولی پارک، میزوری (به انگلیسی: Valley Park, Missouri) شهری در ایالات متحده آمریکا است که در شهرستان سنت لوئیس، میزوری واقع شده‌است.

## خصوصیات
ولی پارک ۱۰٫۴۱ کیلومترمربع مساحت و ۶٬۹۴۲ نفر جمعیت دارد و ۱۳۰ متر بالاتر از سطح دریا واقع شده‌است.